# Damian Kowal

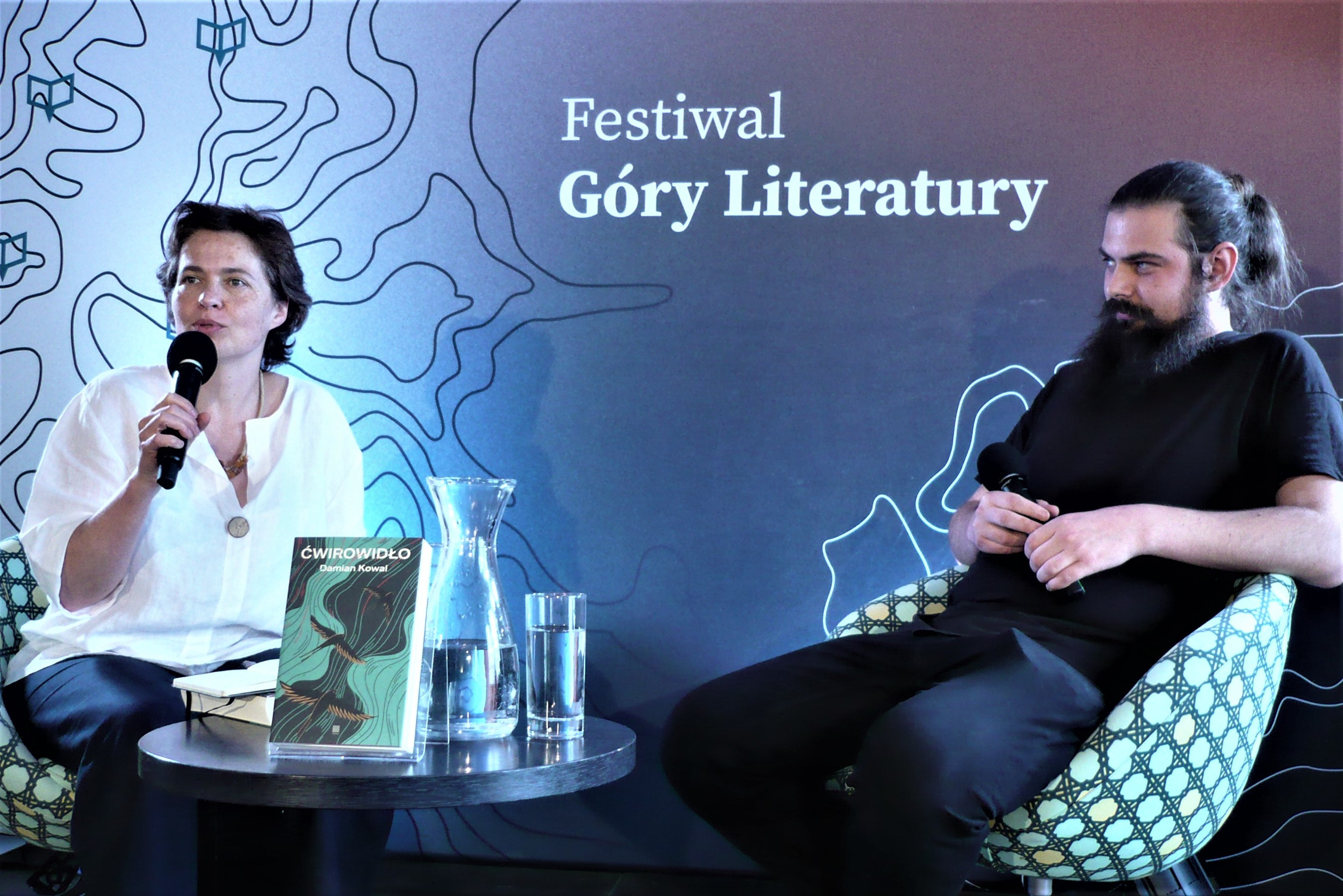
Damian Kowal, IX Festiwal Góry Literatury, 2023

Damian Kowal (ur. 1990 w Legnicy) – polski poeta.

## Życiorys
Czterokrotnie nominowany do Nagrody Głównej Ogólnopolskiego Konkursu Poetyckiego im. Jacka Bierezina (2010, 2011, 2012, 2013). Laureat Nagrody Publiczności na tym konkursie w 2013. Za wydany w 2016 tomik Najmniejsze przeboje z Tristan da Cuhna (Dom Literatury, Łódź 2016) otrzymał III Nagrodę na XIII Ogólnopolskim Konkursie Literackim im. Artura Fryza 2017 na najlepszy poetycki debiut książkowy roku 2016 oraz był nominowany do Wrocławskiej Nagrody Poetyckiej „Silesius” 2017 w kategorii debiut roku. W 2020 zdobył Nagrodę Główną II Ogólnopolskiego Konkursu na Książkę Literacką „Nowy Dokument Tekstowy” 2020 za projekt tomu Pieśni wtóre.

## Twórczość
- Najmniejsze przeboje z Tristan da Cuhna, Dom Literatury, Łódź 2016
- Pieśni, Instytut Literatury / SPP Oddział w Łodzi, Kraków / Łódź 2020[9]
- Ćwirowidło, Wydawnictwo Warstwy, Wrocław 2023[10], ISBN 978-83-67186-95-7